# Saudi-arabische Formel-4-Meisterschaft
Die saudi-arabische Formel-4-Meisterschaft (offiziell Formula 4 Saudi Arabian Championship Certified by FIA) ist eine Automobilrennserie nach dem FIA-Formel-4-Reglement in Saudi-Arabien. Die saudi-arabische Formel-4-Meisterschaft wurde erstmals 2024 ausgetragen.
Die saudi-arabische Formel-4-Meisterschaft wird vom malaysischen Team Meritus.GP betreut.

## Sportliches Reglement

### Ablauf des Rennwochenendes
Vor den eigentlichen Rennwochenenden finden drei 45-minütige Testsitzungen statt, anschließend findet ein offizielles freies Training statt. Das Qualifying besteht aus zwei Sessions, die erste Session bestimmt die Startreihenfolge zum ersten Rennen und die zweite Session zum dritten Rennen; die Reihenfolge des zweiten Rennens wird durch das gestürzte Ergebnis vom ersten Rennen und die Reihenfolgte des vierten Rennens durch das gestürzte Ergebnis vom dritten Rennen gebildet.

### Punkteverteilung
Die Punktewertung orientiert sich am aktuellen Punktesystem der Formel 1. Bei den Rennen eins und vier (Rennwochenende mit vier Rennen) bzw. den Rennen eins und drei (Rennwochenende mit drei Rennen) bekommen nur die ersten zehn des Rennens 25, 18, 15, 12, 10, 8, 6, 4, 2 bzw. 1 Punkt(e). Bei den Rennen zwei und drei (Rennwochenende eins bis drei) bzw. den zweiten Rennen (Rennwochenende vier bis sechs) werden halbe Punkte vergeben. Es gibt keine Punkte für die Pole-Position und keine Punkte für die schnellste Rennrunde. 
| Punkteverteilung                 | Punkteverteilung | Punkteverteilung | Punkteverteilung | Punkteverteilung | Punkteverteilung | Punkteverteilung | Punkteverteilung | Punkteverteilung | Punkteverteilung | Punkteverteilung | Punkteverteilung | Punkteverteilung |
| -------------------------------- | ---------------- | ---------------- | ---------------- | ---------------- | ---------------- | ---------------- | ---------------- | ---------------- | ---------------- | ---------------- | ---------------- | ---------------- |
| Platz                            | 1                | 2                | 3                | 4                | 5                | 6                | 7                | 8                | 9                | 10               | PP               | SR               |
| Rennen 1 & 4 (Lauf mit 4 Rennen) | 25               | 18               | 15               | 12               | 10               | 8                | 6                | 4                | 2                | 1                | –                | –                |
| Rennen 2 (Lauf mit 3 Rennen)     | 12,5             | 9                | 7,5              | 6                | 5                | 4                | 3                | 2                | 1                | 0,5              | –                | –                |

### Teams und Fahrer
Das malaysische Team Meritus.GP betreut alle Fahrer und die Fahrzeuge. 

## Technisches Reglement

### Chassis
In der saudi-arabischen Formel-4-Meisterschaft wird das Tatuus-Chassis F4 T-421 eingesetzt. Das Chassis ist ein Monocoque aus CFK dessen restliche Elemente aus glasfaserverstärktem Kunststoff bestehen und wiegt 570 kg. Die Aufhängung besteht vorn sowie hinten aus einer Doppelquerlenkerachse mit innenliegenden Federn, starren Stoßdämpfern, betätigt über Schubstangen, sowie mit Stabilisatoren.

### Motor und Getriebe
Als Motor wird ein aufgeladener 1,4-Liter FTJ-I4-Turbomotor von Abarth-Autotecnica mit etwa 180 PS eingesetzt. Als Getriebe wird ein sequentielles Sechsgang-Halbautomatikgetriebe mit Schaltwippen von Sadev bezogen.

### Reifen
Als Bereifung kommen Slicks von Pirelli zum Einsatz.

## Bisherige Meister
| Saison | Meister           | Punkte | Zweiter         | Punkte | Dritter        | Punkte | Quelle |
| ------ | ----------------- | ------ | --------------- | ------ | -------------- | ------ | ------ |
| 2024   | Federico Al Rifai | 269,5  | Andrej Petrović | 245,5  | Kirill Kutskov | 199,5  | [ 2 ]  |